# Pneumatopteris micropaleata
Pneumatopteris micropaleata är en kärrbräkenväxtart som beskrevs av Holtt. Pneumatopteris micropaleata ingår i släktet Pneumatopteris och familjen Thelypteridaceae. Inga underarter finns listade.